# デヴィッド・ミットン
デヴィッド・ネルソン・ゴッドフリー・ミットン （David Nelson Godfrey Mitton, 1939年2月27日 - 2008年5月16日）はイギリスの映像作品プロデューサー、ディレクター、特殊効果技術者。テレビシリーズ『きかんしゃトーマス』の初代監督。

## 生い立ち
1939年2月27日、イギリスの スコットランド、イースト・ロージアンのプレストンで生まれる。パブリックスクールを卒業後、美術学校に進学し、その後イギリス海軍に入隊すると水難救助員としてアデンに駐在する。

## キャリア
1960年代初頭にイギリスに帰国し、ジェリー＆シルヴィア・アンダーソン夫妻らの映像製作会社「APフィルムズ」に入社する。特殊効果監督のデレク・メディングスの下で特撮人形劇の破壊エフェクトを担当し、『サンダーバード』や『キャプテン・スカーレット』、『ジョー90』、『ロンドン指令X』、『謎の円盤UFO』の製作に携わる。
その後『スペース1999』製作時にスタッフの新陳代謝が行われたことに伴い、デヴィッドは「APフィルムズ」を退職しフリーランスの映像ディレクターとなる。リドリー・スコット製作のCMにアシスタントディレクターとして関わった他、自主制作のアニメーションCMなども制作するようになる。1970年代になると、「APフィルムズ」のディレクターであったケン・ターナーとアメリカ人プロデューサー、ロバート・D・カルドナと共に特撮やストップモーション・アニメーションの製作を中心とする制作プロダクション「クリアウォーター・フィーチャーズ」を創設する。クリアウォーター社で多数のテレビCMを製作し、いくつかの作品で賞を受賞するなど功績を残し、クリアウォーター社はイギリスで名を上げる。
その後制作したヨーグルトのCMに、当時蒸気機関車を主人公とするイギリスの絵本シリーズ『汽車のえほん』の映像化を画策していた放送作家ブリット・オールクロフトが感銘を受け、クリアウォーター社にオファーしたことから、『汽車のえほん』の映像化作品として1984年から放送された『きかんしゃトーマス』の制作をクリアウォーター社が請負うこととなった。デヴィッドが鉄道模型を使用した人形劇としての制作形態を提案し、人形劇『きかんしゃトーマス』はデヴィッドが監督を務めることとなる。ブリットやロバート・カルドナと共にプロデューサーも兼務し、1990年代になると幾つかのエピソードも創作、執筆する。また、1989年には『きかんしゃトーマス』の撮影ノウハウを応用して、タグボートを主役としたオリジナルのテレビシリーズ『がんばれタッグス』を製作した。
1990年にクリアウォーター社が解散し、その後はブリット・オールクロフト社のスタッフとして『きかんしゃトーマス』の制作に関わり続けた。2002年に『きかんしゃトーマス』の権利がヒット・エンターテインメントに売却され、ヒット社の制作方針によりデヴィッドは『きかんしゃトーマス』の監督、制作を降板することとなった。デヴィッドは最終的に、『きかんしゃトーマス』第1シリーズから第7シリーズまでの180話分を監督した。

## 晩年
2006年に『サンダーバード』で仕事を共にしたディレクターのデヴィッド・レーンと共に映像会社「パイナップル・スクエアード・エンターテインメント」を設立し、3DCGアニメーション「Adventures on Orsum Island」など、幾つかの映像作品を製作した。
2008年5月16日、心臓発作のため死去。享年69歳。

## 主な担当作品

### 特殊効果技術者
- 1965年 - サンダーバード
- 1967年 - キャプテン・スカーレット
- 1968年 - ジョー90
- 1970年 - 謎の円盤UFO

### 監督・脚本
- 1984年～2003年 - きかんしゃトーマス（監督計180話、脚本計29話、ストーリー原案計17話）
- 1989年 - がんばれタッグス（監督計13話、脚本計6話）

### プロデューサー
- 1984年～1998年 - きかんしゃトーマス（計130話）

### 模型制作監修
- 2000年 - きかんしゃトーマス 魔法の線路

## 賞
| 賞               | 年   | 部門         | 作品名             | 結果       |
| ---------------- | ---- | ------------ | ------------------ | ---------- |
| 英国アカデミー賞 | 1985 | アニメ映画賞 | きかんしゃトーマス | ノミネート |
| 英国アカデミー賞 | 1987 | アニメ映画賞 | きかんしゃトーマス | ノミネート |